# アメリカ合衆国で最も売れた音楽アーティスト一覧
アメリカ合衆国で最も売れた音楽アーティスト一覧（アメリカがっしゅうこくでもっともうれたおんがくアーティストいちらん、英語:List of best-selling music artists in the United States）は、アメリカ合衆国内での売り上げのみを対象に集計した、音楽アーティストのアルバムの売り上げ一覧である。これは、アメリカレコード協会「通称：RIAA（Recording Industry Association of America）」の数字に基づくものである。

## 概要
国際レコード産業連盟「通称：IFPI」（International Federation of the Phonographic Industry）によれば、アメリカ合衆国は現在においても世界最大の音楽市場を持つ国であり、その規模は日本円にして約3500億円にのぼる。そのため、英語圏の多くの歌手・バンドにとって、アメリカでの売り上げは一つの指標になると考えられる。
アメリカレコード協会は1958年から売り上げの認定を始めたため、ビング・クロスビーのようなそれ以前に活躍したアーティストは基本的に集計していない。この一覧は、明らかになっている数字のみを記載する。
以下の記載は英語版の記事に準じる

## 一覧
| 順位 | アーティスト                   | 出身               | 活動期間(西暦) | ジャンル               | 認定枚数     |
| ---- | ------------------------------ | ------------------ | -------------- | ---------------------- | ------------ |
| 1    | ビートルズ                     | イギリス           | 60s            | ロック                 | 1億8,300万枚 |
| 2    | ガース・ブルックス             | アメリカ           | 80s-10s        | カントリー             | 1億4,800万枚 |
| 3    | エルヴィス・プレスリー         | アメリカ           | 50s-70s        | ロックンロール         | 1億4,650万枚 |
| 4    | イーグルス                     | アメリカ           | 70s-10s        | カントリー/ロック      | 1億2,000万枚 |
| 5    | レッド・ツェッペリン           | イギリス           | 60s-80s        | ハードロック           | 1億1,150万枚 |
| 6    | マイケル・ジャクソン           | アメリカ           | 70s-00s        | ポップ                 | 8,900万枚    |
| 7    | ビリー・ジョエル               | アメリカ           | 70s-00s        | ロック                 | 8,450万枚    |
| 8    | エルトン・ジョン               | イギリス           | 60s-10s        | ロック                 | 7,850万枚    |
| 9    | ピンク・フロイド               | イギリス           | 60s-10s        | プログレッシブ・ロック | 7,500万枚    |
| 10   | AC/DC                          | オーストラリア     | 70s-10s        | ハードロック           | 7,200万枚    |
| 11   | ジョージ・ストレイト           | アメリカ           | 80s-10s        | カントリー             | 6,900万枚    |
| 12   | バーバラ・ストライサンド       | アメリカ           | 60s-10s        | ポップ                 | 6,850万枚    |
| 13   | ローリングストーンズ           | イギリス           | 60s-10s        | ロック                 | 6,650万枚    |
| 14   | エアロスミス                   | アメリカ           | 70s-10s        | ハードロック           | 6,650万枚    |
| 15   | ブルース・スプリングスティーン | アメリカ           | 70s-10s        | ロック                 | 6,550万枚    |
| 16   | マドンナ                       | アメリカ           | 80s-10s        | ポップ                 | 6,450万枚    |
| 17   | マライア・キャリー             | アメリカ           | 90s-10s        | ポップ                 | 6,400万枚    |
| 18   | メタリカ                       | アメリカ           | 80s-10s        | メタル                 | 6,300万枚    |
| 19   | ホイットニー・ヒューストン     | アメリカ           | 80s-10s        | Ｒ＆Ｂ                 | 5,850万枚    |
| 20   | ヴァン・ヘイレン               | アメリカ           | 70s-10s        | ハードロック           | 5,650万枚    |
| 21   | フリートウッド・マック         | イギリス／アメリカ | 60s-10s        | ロック                 | 5,450万枚    |
| 22   | U2                             | アイルランド       | 70s-10s        | ロック                 | 5,200万枚    |
| 23   | セリーヌ・ディオン             | カナダ             | 80s-10s        | ポップ                 | 5,000万枚    |
| 24   | ニール・ダイアモンド           | アメリカ           | 60s-10s        | ポップ                 | 4,950万枚    |
| 25   | ジャーニー                     | アメリカ           | 70s-10s        | ポップ/ロック          | 4,800万枚    |
|      | ケニー・G                      | アメリカ           | 80s-10s        | スムーズジャズ         | 4,800万枚    |
|      | シャナイア・トゥエイン         | カナダ             | 90s-10s        | ポップ・カントリー     | 4,800万枚    |
| 28   | ケニー・ロジャース             | アメリカ           | 50s-00s        | ロック                 | 4,750万枚    |
| 29   | アラバマ                       | アメリカ           | 70s-10s        | カントリー・ロック     | 4,650万枚    |
| 30   | エミネム                       | アメリカ           | 90s-10s        | ヒップホップ           | 4,600万枚    |
| 31   | ボブ・シーガー                 | アメリカ           | 60s-10s        | ロック                 | 4,450万枚    |
|      | ガンズアンドローゼズ           | アメリカ           | 80s-10s        | ハードロック           | 4,450万枚    |
| 33   | アラン・ジャクソン             | アメリカ           | 80s-10s        | カントリー             | 4,350万枚    |
|      | サンタナ                       | メキシコ/アメリカ  | 60s-10s        | ラテン/ロック          | 4,350万枚    |
| 35   | テイラー・スウィフト           | アメリカ           | 00s-10s        | ポップ                 | 4,300万枚    |
| 36   | リーバ・マッキンタイア         | アメリカ           | 70s-10s        | カントリー             | 4,100万枚    |
| 37   | エリック・クラプトン           | アメリカ           | 60s-10s        | ブルース/ロック        | 4,000万枚    |
| 38   | シカゴ                         | アメリカ           | 60s-10s        | ロック                 | 3,850万枚    |
|      | サイモン&ガーファンクル        | アメリカ           | 60s-70s        | フォーク/ポップ        | 3,850万枚    |
| 40   | フォリナー                     | アメリカ           | 70s-10s        | ロック                 | 3,800万枚    |
|      | ロッド・スチュワート           | イギリス           | 60s-10s        | ロック                 | 3,800万枚    |